# NGC 5487
NGC 5487 é uma galáxia espiral barrada (SBbc) localizada na direcção da constelação de Boötes. Possui uma declinação de +08° 04' 10" e uma ascensão recta de 14 horas, 09 minutos e 43,9 segundos.